# 신안동 (광주)
신안동(新安洞)은 광주광역시 북구의 동이다.

## 교육
- 광주용봉초등학교